# John Terrell
John Ranger Terrell (* 1994 in Converse, Texas) ist ein US-amerikanischer Paracycler.

## Sportlicher Werdegang
John Terrell ist das jüngste von sechs Kindern seiner Familie. Von Kind an war er vom Radsport begeistert, und er bestritt BMX-Rennen, seitdem er zwölf war. Im Alter von 19 Jahren wurde er als Fußgänger von einem Auto angefahren, anschließend musste ihm der rechte Arm amputiert werden. Zunächst wollte er wieder BMX-Rennen fahren, bis er erkennen musste, dass das nicht mehr möglich war, also entschied er sich für Paracycling. Terrell strebt an, Weltmeister zu werden sowie bei kommenden Paralympischen Spielen zu starten. Er wünscht sich zudem, die Chance zu bekommen, an einem UCI-WorldTour-Etappenrennen teilzunehmen. Auch strebt er eine zweite Staatsangehörigkeit in Europa an, damit „die künftigen Generationen meiner Familie mehr von dieser wunderbaren Welt erleben können“.
2022 wurde Terrell für die Para-Cycling-Nationalmannschaft der USA ausgewählt, um an Weltcup-Rennen teilzunehmen. Anfang Mai 2022 belegte er beim Paracycling-Weltcup in Ostende den jeweils zweiten Platz in Einzelzeitfahren sowie in Straßenrennen. Wenige Tage später gewann er beim Weltcup in Elzach das Zeitfahren, und in Québec wurde er Dritter im Straßenrennen. Ende der Saison belegte er Rang drei der Gesamtwertung. Trotz Verletzungen ging er bei den Straßenweltmeisterschaften an den Start, wo er Sechster im Straßenrennen und Neunter im Zeitfahren wurde.
Im Oktober 2022 startete er bei den UCI-Paracycling-Bahnweltmeisterschaften nahe Paris und errang jeweils Bronze in Scratch und Omnium. Am 13. Oktober 2023 stellte er einen neuen Stundenweltrekord auf, in dem er den bestehende des Briten Wayne Harrod aus dem Jahr 2020 um rund fünf Kilometer auf 47,904 Kilometer verbesserte. Er verbesserte den Rekord zwei Tage später erneut, dieser wurde jedoch vom Weltradsportverband UCI nicht anerkannt wurde.

## Erfolge
2022
- Weltmeisterschaft – Scratch, Omnium